# Landrecies
Landrecies je francouzská obec v departementu Nord v regionu Hauts-de-France. V roce 2010 zde žilo 3 581 obyvatel. 